# Raymond César Oubxet
 Raymond César Oubxet dit César , né le 2 mars 1740 à Sommières (Gard), mort le 8 février 1813 à Sommières (Gard), est un général français de la Révolution et de l’Empire.

## États de service
Il entre en service le 1er novembre 1759, comme soldat au régiment de Bourgogne-infanterie.
En 1792 et 1793, il est affecté à l’armée des Alpes, il est nommé capitaine le 1er août 1792, et chef de bataillon le 10 août 1793. 
Il est promu général de brigade le 7 octobre 1793, et en octobre 1794, il commande à Lyon. Le 13 juin 1795, il n’est pas inclus dans la réorganisation des états-majors, mais il reste en fonction à la demande, le 24 juillet 1795, des représentants du peuple à Lyon Espinassy, Ferroux et Poullain-Grandprey. En décembre, il rejoint la 3e division de l’armée des Alpes, et il est réformé le 18 mars 1797.
Le 6 avril 1798, il est nommé président du conseil de révision de la 9e division militaire, poste qu’il occupe jusqu’au 21 décembre 1799.
Il est admis à la retraite le 27 octobre 1804.
Il meurt le 8 février 1813, à Sommières.

## Sources
- (en) « Generals Who Served in the French Army during the Period 1789 - 1814: Eberle to Exelmans »
- (pl) « Napoléon.org.pl » [archive du 23 juin 2014]